# Lockheed Martin F-22 Raptor
Lockheed Martin F-22 Raptor (Chim săn mồi) là một máy bay tiêm kích thế hệ thứ năm sử dụng kỹ thuật tàng hình đầu tiên trên thế giới. Ban đầu nó được thiết kế để trở thành một máy bay chiến đấu giành ưu thế trên không trước Không quân Xô viết, nhưng cũng được trang bị cho các nhiệm vụ tấn công mặt đất, chiến tranh điện tử và trinh sát tín hiệu. Với giai đoạn phát triển bị kéo dài, nguyên mẫu loại máy bay này được định danh YF-22, sau đó là F/A-22 trong suốt ba năm trước khi chính thức phục vụ Không quân Hoa Kỳ vào tháng 12 năm 2005 với tên chính thức F-22A. Lockheed Martin là nhà thầu chính và chịu trách nhiệm chính về khung, các hệ thống vũ khí, và lắp ráp hoàn thành chiếc F-22. Boeing cung cấp cánh, khung đuôi và các hệ thống điện tử tích hợp.
Chỉ có 187 chiếc F-22 được chế tạo và biên chế vào lực lượng không quân Hoa Kỳ dù kế hoạch ban đầu là 750 chiếc. F-22 bị cắt giảm số lượng đặt hàng vì gặp phải nhiều vấn đề và giá quá cao. Năm 2011, dây chuyền sản xuất F-22 đã đóng cửa. Thay vì mua F-22, Mỹ đầu tư chế tạo chiếc Lockheed Martin F-35 Lightning II với dự tính chi phí của F-35 sẽ rẻ hơn.

## Bối cảnh
Hợp đồng máy bay chiến đấu chiến thuật hiện đại (ATF) là một chương trình thuyết minh và công nhận giá trị được thực hiện bởi Không lực Hoa Kỳ nhằm phát triển một loại máy bay chiến đấu thế hệ mới giành ưu thế trên không đối phó với những mối đe dọa mới xuất hiện trên thế giới, gồm cả việc phát triển và tăng cường lớp máy bay chiến đấu Su-27 'Flanker' thời Xô viết.
Năm 1981, Không lực Hoa Kỳ đã cảm thấy sự cần thiết phải sở hữu một loại máy bay chiến đấu hiện đại mới nhằm thay thế cho loại F-15 Eagle. Mục đích chương trình yêu cầu loại máy bay chiến đấu chiến thuật phải được tích hợp các kỹ thuật mới ra đời gồm vật liệu hợp kim và composite, hệ thống điều khiển bay điện tử (fly-by-wire), hệ thống động cơ mạnh, khả năng bị phát hiện thấp, hay kỹ thuật tàng hình.
Một yêu cầu đề xuất được đưa ra tháng 7 năm 1986, và hai nhóm nhà thầu, Lockheed/Boeing/General Dynamics và Northrop/McDonnell Douglas được lựa chọn vào tháng 10 năm 1986 nhằm thực hiện giai đoạn thuyết minh/công nhận giá trị dài 50 tháng, đỉnh điểm của chương trình là cuộc thử nghiệm hai nguyên mẫu, chiếc YF-22 và YF-23 Black Widow.
Sau bốn cuộc cạnh tranh trực tiếp, tháng 8 năm 1991, chiếc YF-22 được tuyên bố chiến thắng và Lockheed được trao hợp đồng phát triển và chế tạo loại Máy bay chiến đấu chiến thuật hiện đại mới.

## Lịch sử
Được dự định để trở thành loại máy bay chiến đấu chiến thuật hiện đại hàng đầu Hoa Kỳ trong nửa đầu thế kỷ 21, Raptor là loại máy bay tiêm kích đắt nhất thế giới với giá trị khoảng 412 triệu mỗi chiếc nếu tính cả chi phí phát triển (thời giá năm 2011). Tới tháng 4 năm 2005 tổng chi phí cho chương trình phát triển và chế tạo ít nhất là 70 tỷ đô-la Mỹ, và số lượng máy bay chế tạo đã giảm xuống còn 438 chiếc, sau đó là 381, và hiện còn 187 chiếc, so với số lượng dự định ban đầu là 750 chiếc. Một phần nguyên nhân của sự giảm sút nhu cầu là do chiếc F-35 Lightning II đã sử dụng nhiều kỹ thuật áp dụng trên chiếc F-22, nhưng có chi phí rẻ hơn. Ở khía cạnh khác, chi phí cho những kỹ thuật đó chỉ thấp khi áp dụng cho chiếc F-35 bởi chúng đã từng được phát triển cho chiếc F-22. Nếu F-22 không được nghiên cứu, các chi phí cho những kỹ thuật đó để áp dụng cho chiếc F-35 sẽ cao hơn rất nhiều.
Hiện tại F-22 đã bàn giao xong cho Không quân Hoa Kỳ. Tính đến vụ tai nạn vào tháng 11 năm 2012 thì số lượng F-22 mà Không quân Hoa Kỳ thực tế còn là 182 chiếc

### YF-22 'Lightning II'
YF-22 là một máy bay phát triển dẫn tới chiếc F-22; tuy nhiên có rất nhiều sự khác biệt giữa YF-22 và F-22. Tái bố trí buồng lái, thay đổi cấu trúc, và nhiều thay đổi nhỏ khác là sự khác biệt giữa hai kiểu. Thỉnh thoảng, trên ảnh chụp hai chiếc này thường bị lẫn với nhau, thường ở những góc chụp khó nhìn thấy một số đặc điểm. Ví dụ, một số chiếc F-22 ống hở một đầu mà mọi người coi là chỉ có trên chiếc YF-22 (như tại bức ảnh phần cuối bài). YF-22 ban đầu được Lockheed đặt cái tên không chính thức là "Lightning II", và tồn tại mãi tới giữa thập kỷ 1990. Trong một thời gian ngắn, chiếc máy bay cũng được gọi bằng những tên "SuperStar" và "Rapier". Chiếc F-35 sau này nhận được cái tên Lightning II ngày 7 tháng 7 năm 2006.
Nguyên mẫu YF-22 đã chiến thắng trong cuộc thi trình diễn bay trước chiếc YF-23 Black Widow của Northrop/McDonnell-Douglas để giành hợp đồng Máy bay chiến đấu chiến thuật hiện đại. Tháng 4 năm 1992, trong cuộc bay thử sau khi đã giành được hợp đồng, mẫu YF-22 đầu tiên đã đâm xuống đất khi hạ cánh tại Căn cứ Không quân Edwards ở California. Phi công thử nghiệm, Tom Morgenfeld, không bị thương và nguyên nhân vụ đâm này được cho là tại lỗi phần mềm kiểm soát bay, cho phép tạo ra một dao động cảm ứng bởi phi công (pilot-induced oscillation).

### F-22 Raptor tới F/A-22 và quay trở lại
Mô hình sản xuất được đặt tên chính thức là "F-22 Raptor" khi chiếc máy bay đầu tiên hoàn thành được đưa ra giới thiệu ngày 9 tháng 4 năm 1997 tại Lockheed Martin, Marietta, Georgia. Chuyến bay đầu tiên diễn ra ngày 7 tháng 9 năm 1997.
Tháng 9 năm 2002, các vị chỉ huy không quân đã thay đổi dãy định danh của Raptor thành F/A-22. Dãy định danh mới, bắt chước kiểu chiếc F/A-18 Hornet của Hải quân Hoa Kỳ, với mục đích nhấn mạnh các kế hoạch nhằm tạo cho chiếc Raptor khả năng tấn công mặt đất khi cuộc tranh cãi về sự phù hợp của loại máy bay phản lực đắt tiền này đang diễn ra gay gắt. Sau này nó được đổi lại đơn giản còn F-22 ngày 12 tháng 12 năm 2005. Ngày 15 tháng 12 năm 2005, chiếc F-22A bắt đầu đi vào phục vụ.

### Sản xuất
Chiếc F-22 đầu tiên được chuyển giao cho Căn cứ Không quân Nellis, Nevada, ngày 14 tháng 1 năm 2003. Cuộc Thử nghiệm và Đánh giá Ban đầu F-22 thứ nhất diễn ra ngày 27 tháng 10 năm 2004. Tới cuối năm 2004, 51 chiếc Raptor đã được đưa vào sử dụng và 22 chiếc nữa đã được đặt hàng với ngân sách năm 2004. Vụ tai nạn đầu tiên của chiếc F-22 sản xuất hàng loạt diễn ra tại Căn cứ Không quân Nellis ngày 20 tháng 12 năm 2004, khi máy bay đang cất cánh. Phi công đã thoát nạn an toàn chỉ vài giây trước vụ va chạm. Cuộc điều tra tại nạn cho thấy một sự ngắt quãng năng lượng ngắn khi động cơ tắt trước khi bay là nguyên nhân khiến hệ thống kiểm soát bay hoạt động không chính xác. Dữ liệu kỹ thuật của chiếc máy bay này đã được sửa đổi nhằm tránh các tai nạn tương tự trong tương lai. Các quan chức Không lực Hoa Kỳ đang có kế hoạch tái sử dụng những thứ còn sót lại của chiếc máy bay này vào một khung máy bay mới.

### Sử dụng
Không lực Hoa Kỳ ban đầu dự định đặt hàng 750 chiếc, và việc sản xuất sẽ bắt đầu vào năm 1994. Cuộc điều tra máy bay chính năm 1990 đã sửa đổi kế hoạch còn 648 chiếc bắt đầu vào năm 1996. Con số này lại một lần nữa thay đổi vào năm 1994, khi chỉ còn 442 chiếc dự định đưa vào phục vụ vào năm 2003 hay 2004. Một báo cáo trong năm 1997 của Bộ Quốc phòng Hoa Kỳ giảm con số mua còn 339. Năm 2003, Không quân nói rằng chi phí hiện tại do Quốc hội cấp khiến con số giảm còn 277 chiếc. Năm 2006, Lầu năm góc nói rằng họ sẽ mua 183 chiếc, để tiết kiệm ngân sách 15 tỷ đô-la nhưng sẽ tăng chi phí cho mỗi chiếc. Kế hoạch này trên thực tế đã được Quốc hội thông qua dưới hình thức một kế hoạch mua bán trong nhiều năm, và vẫn để ngỏ khả năng mua thêm máy bay so với con số trên. Tổng chi phí cho chương trình vào năm 2006 đã là 62 tỷ đô-la. Lockheed Martin đã nói rằng họ cần biết thông tin về số lượng mua chính xác vào năm tài chính 2009 nhằm có kế hoạch đặt hàng những linh kiện cần nhiều thời gian chế tạo.
Tháng 4 năm 2006, chi phí cho mỗi chiếc F-22A được Văn phòng kiểm toán chính phủ ước tính là 361 triệu đô-la mỗi chiếc. Chi phí này phản ánh tổng giá chi cho chương trình F-22A chi cho số lượng những chiếc Không quân Hoa Kỳ dự định mua. Thêm nữa, Không quân Hoa Kỳ đã đầu tư tới 28 tỷ đô-la vào việc nghiên cứu, phát triển và thử nghiệm chiếc Raptor. Số tiền này được coi là "chi phí không có khả năng bù đắp," đã được tiêu và tách biệt khỏi khoản tiền sẽ được sử dụng cho việc chế tạo trong tương lai, gồm cả việc có được một bản sao của chiếc máy bay phản lực.
Tuy giá thành đã ở mức rất cao, chiếc F-22 không phải là loại máy bay đắt tiền nhất nếu so với mức giá khoảng 2,2 tỷ đô-la mỗi chiếc của loại B-2 Spirit; dù chi phí tiền lãi dưới 1 tỷ đô-la. Dù sao, những đơn đặt hàng loại B-2 đã giảm từ con số hàng trăm xuống vài chục khi Chiến tranh lạnh chấm dứt vì thế đơn giá mỗi chiếc tăng chóng mặt. Chiếc F-22 sử dụng ít vật tư hấp thụ ra-đa so với chiếc B-2 hay F-117 Nighthawk, vì thế mọi người hy vọng chi phí bảo dưỡng cho nó cũng sẽ thấp hơn.
Vào ngày 31 tháng 7-2007, Lockheed Martin nhận được đơn đặt hàng 60 chiếc F-22 trong nhiều năm trị giá tổng cộng 7,3 tỷ đô-la. Hợp đồng này nâng số lượng máy bay F-22 được đặt hàng lên 183 chiếc và kéo dài việc sản xuất đến năm 2011.
Tới lúc tất cả 183 đều đã được mua, khoảng 28 tỷ đô-la đã được chi cho nghiên cứu và phát triển với khoản 34 tỷ đô-la nữa chi để mua loại máy bay này. Điều này khiến chi phí cho mỗi chiếc gồm cả chi phí cho chương trình lên tới 339 triệu đô-la. Giá thành hiện nay để chế tạo mỗi chiếc F-22 nữa trong khoảng 150 triệu đô-la (kể cả tiền lãi). Nếu Không quân Hoa Kỳ đặt hàng thêm hơn 100 chiếc F-22 nữa, mỗi chiếc sẽ có giá khoảng 130 triệu đô-la và sẽ tiếp tục giảm nếu số lượng đặt hàng tăng lên. Tuy nhiên, số lượng sản xuất cuối cùng cho tới cuối 2011 đã dừng ở 187 chiếc, dây chuyền sản xuất đã dừng hoạt động vào cuối năm 2011 và không có dấu hiệu cho thấy Hoa Kỳ sẽ đặt mua thêm F-22. Như vậy, giá sản xuất mỗi chiếc F-22 được neo ở mức 150 triệu USD (thời giá năm 2011), và sẽ lên tới 412 triệu USD/chiếc nếu tính cả chi phí cho quy trình nghiên cứu chế tạo trước đó.
Về lý thuyết, dây chuyền có thể được tái xây dựng để sản xuất tiếp F-22. Tuy nhiên, trong một báo cáo trình lên Quốc hội năm 2017, người ta ước tính rằng việc khởi động lại sản xuất F-22 sẽ khiến Hoa Kỳ tiêu tốn 50 tỷ USD chỉ để mua thêm 194 máy bay chiến đấu, tương đương mức giá 206 - 216 triệu đôla cho mỗi máy bay chiến đấu, còn đắt hơn so với F-22 sản xuất loạt đầu và đắt hơn nhiều so với loại F-35. Điều này cho thấy việc tái khởi động sản xuất F-22 là không thực tế

### Những đề nghị xuất khẩu

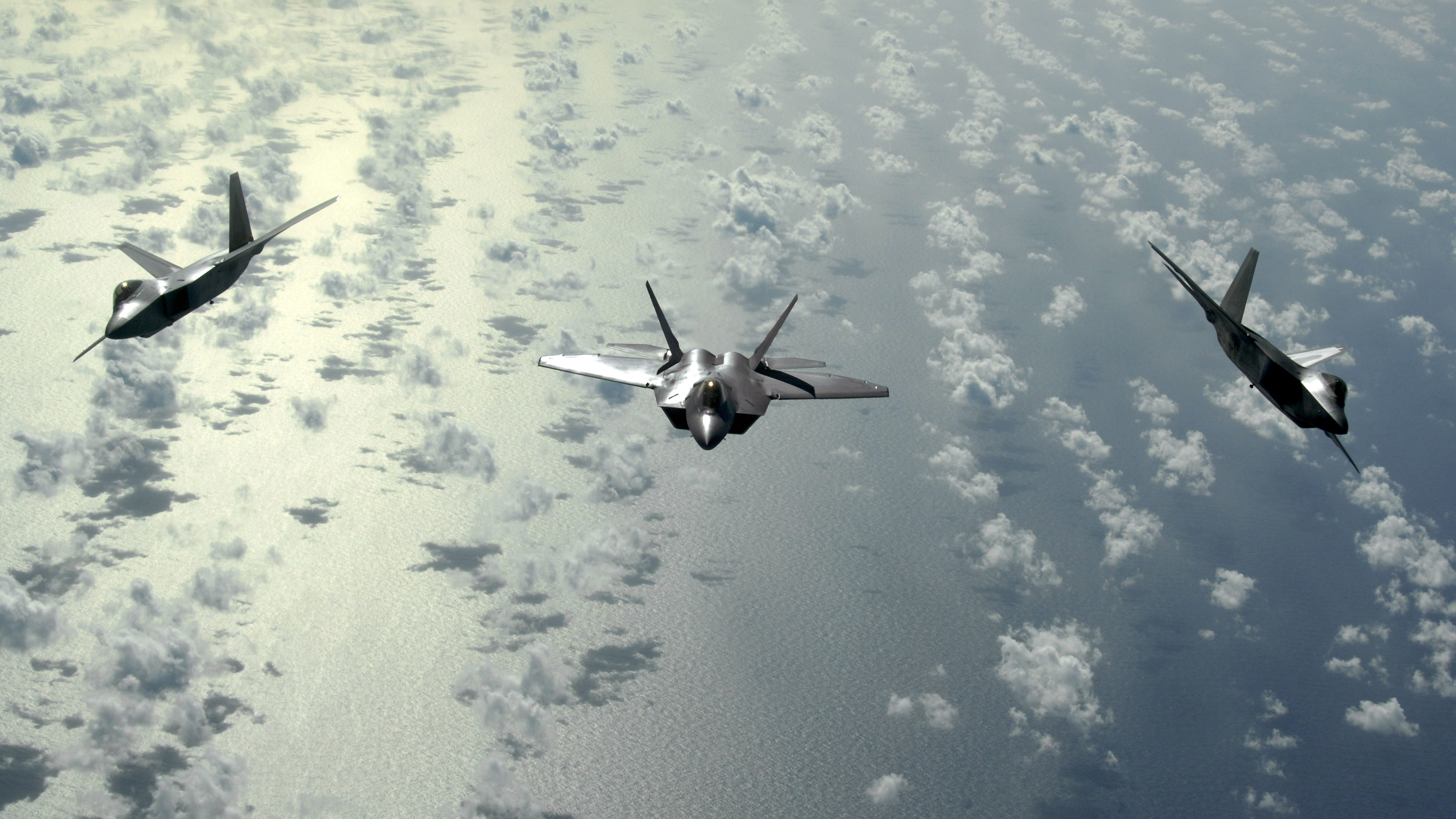
Đội hình 3 chiếc F-22 Raptor trên biển Thái Bình Dương gần Nhật Bản.

Giống như nhiều chiếc máy bay chiến đấu chiến thuật khác trong quá khứ, cơ hội xuất khẩu loại máy bay này không hiện hữu vì việc bán loại F-22 bị luật liên bang ngăn cấm. Một lần trong thập niên 1970, khi chiếc F-16 loại mới thời đó cũng gặp phải nhiều điều luật ngăn cấm. Tuy nhiên, không cần đếm xỉa đến chúng, một số ít nước đồng minh đã được xem xét xuất khẩu vì đây là một chương trình nhạy cảm và tốn kém. Đa số những khách hàng hiện tại mua máy bay chiến đấu Hoa Kỳ, hoặc đã mua những thiết kế kiểu cũ như F-15 hay F-16 đang đợi để được mua loại F-35 mới hơn, loại máy bay này được tích hợp đa số các tính năng kỹ thuật của F-22 nhưng được thiết kế với chi phí rẻ hơn và linh hoạt hơn.
Gần đây hơn Nhật Bản đã nhiều lần thể hiện mong muốn được mua những chiếc F-22A trong Chương trình thay thế máy bay chiến đấu cho Không quân Nhật Bản. Nếu một sự kiện như vậy diễn ra, có lẽ đó sẽ là một biến thể xuất khẩu vẫn giữ bí mật hầu như toàn bộ các kỹ thuật điện tử và tính năng tàng hình tiên tiến. Tuy nhiên, một đề xuất như thế vẫn cần sự đồng thuận từ phía Lầu năm góc, Bộ ngoại giao và Quốc hội.
Một số nhà bình luận quốc phòng Australia đã đề xuất việc nước này mua loại F-22 thay vì loại F-35. Đề xuất này đã được Đảng Lao động Australia, đảng đối lập chính tại Australia, ủng hộ trong bối cảnh chiếc F-22 được chứng minh có khả năng rất cao trong khi loại F-35 vẫn đang trong quá trình phát triển. Tuy nhiên, Chính phủ Australia, đã loại trừ việc tìm cách mua F-22 bởi có lẽ nó sẽ không được phép xuất khẩu và không đáp ứng các yêu cầu của Australia về máy bay chiến đấu. Đánh giá này được Viện chính sách chiến lược Australia, là một cơ quan không đảng phái do chính phủ cấp ngân sách, ủng hộ với lý do rằng chiếc F-22 "không đủ khả năng đa dụng và có giá thành quá cao" đối với Australia.
Cũng trong một cuộc phỏng vấn độc quyền, quan chức Không lực Israel (IAF), Chuẩn tướng Ze'ev Snir nói rằng: "Không lực Israel sẽ vui mừng được trang bị 24 chiếc F-22 nhưng vấn đề lúc này là phía Mỹ từ chối bán kiểu máy bay này, nó được treo giá 200 triệu đô-la."
Quốc hội Mỹ đã duy trì lệnh cấm bán F-22 Raptor ra nước ngoài trong cuộc họp liên tịch ngày 27 tháng 9 2006. Sau những cuộc bàn luận tại Washington vào tháng 12-2006, Bộ Quốc phòng Hoa Kỳ báo cáo rằng F-22 sẽ không được bán ra nước ngoài.

## Miêu tả

### Đặc điểm

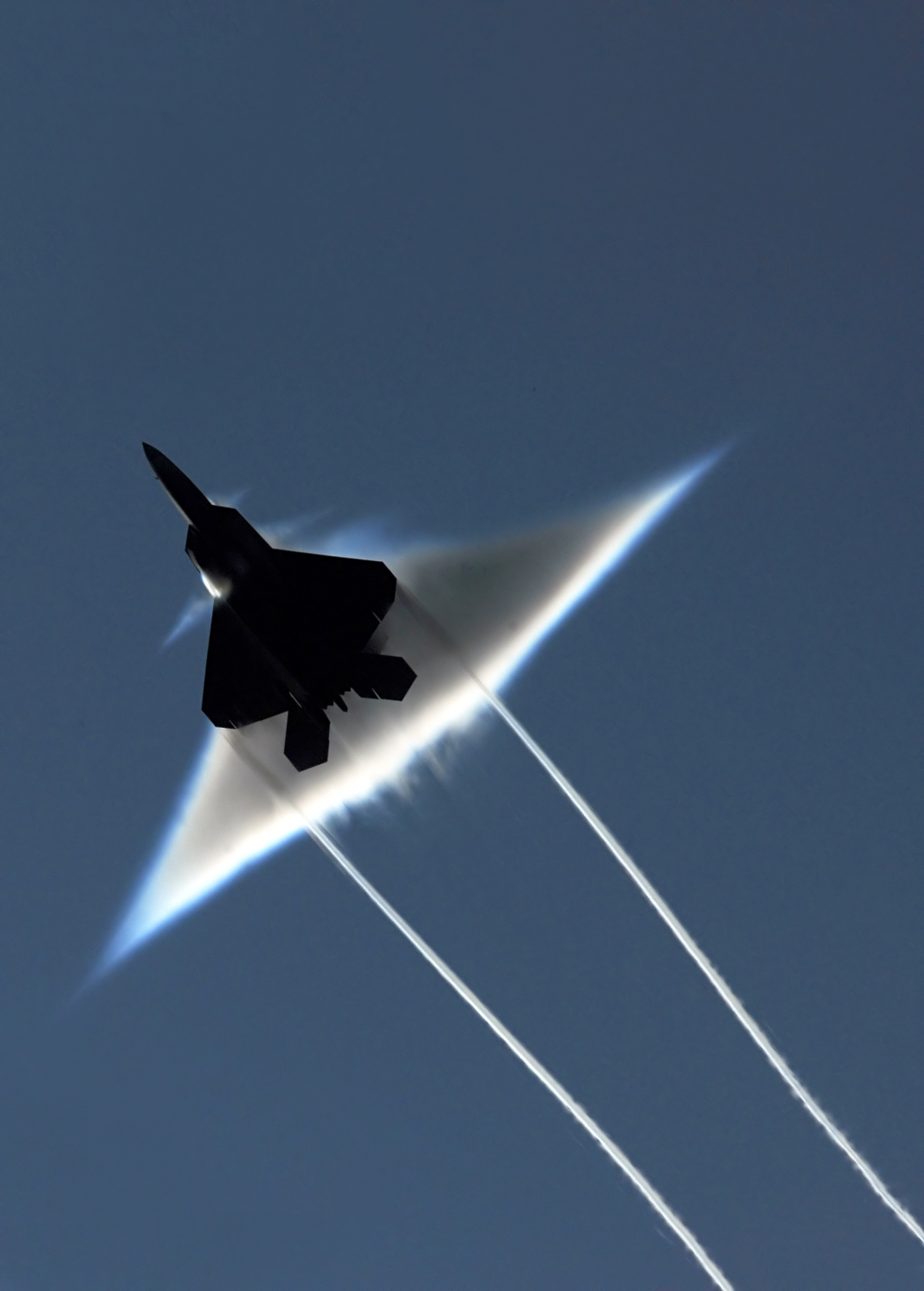
F-22 chuẩn bị vượt tường âm thanh.

F-22 được trang bị hai động cơ phản lực cánh quạt đẩy có buồng đốt phụ Pratt & Whitney F119-PW-100 tích hợp bộ phận điều chỉnh hướng phụt. Hướng điều chỉnh luồng khí chỉ theo chiều lên xuống, với tầm thay đổi ±20 độ. Lực đẩy tối đa được bảo mật, dù đa số các nguồn tin cho rằng nó khoảng 35.000 lbf (156 kN) cho mỗi động cơ. Tốc độ tối đa được ước tính là Mach 1.72 khi bay ở chế độ siêu tốc và không mang vũ khí ngoài; khi sử dụng các buồng đốt hai lần, tốc độ "lớn hơn Mach 2.0" (2.120 km/h), theo Lockheed Martin. Raptor có thể dễ dàng vượt quá các hạn chế tốc độ thiết kế, đặc biệt ở tầm thấp; cảnh báo tốc độ tối đa giúp ngăn phi công vượt quá các giới hạn đó. Tướng John P. Jumper, cựu Tham mưu trưởng Không quân Hoa Kỳ, đã lái chiếc Raptor ở tốc độ lớn hơn Mach 1.7 mà không cần dùng tới các buồng đốt hai lần ngày 13 tháng 1 năm 2005. Sự thiếu vắng tấm chắn điều chỉnh cửa khí vào có thể khiến việc đạt tốc độ lớn hơn Mach 2.0 không thể diễn ra, nhưng không hề có bằng chứng nào chứng minh điều này. Những tấm chắn đó có thể được dùng ngăn chặn hiện tượng hoạt động quá mức của động cơ, nhưng chính cửa hút khí cũng có thể được thiết kế cho mục đích này. Cựu phi công thử nghiệm hàng đầu của Lockheed Paul Metz đã bình luận rằng chiếc Raptor có cửa hút khí cố định. Metz cũng nói rằng chiếc F-22 có tốc độ tối đa lớn hơn 1600 mph (Mach 2.42) và tốc độ vọt lên của nó lớn hơn loại F-15 Eagle nhờ những tiến bộ trong kỹ thuật động cơ, dù tỉ lệ lực đẩy trên trọng lượng của chiếc F-15 là khoảng 1.2:1, còn tỷ lệ này của chiếc F-22 gần ở mức 1:1.
Tốc độ tối đa thực sự của chiếc F-22 vẫn chưa được biết, bởi sức mạnh của động cơ chỉ là một yếu tố. Khả năng của khung máy bay chống chịu ứng suất (stress) và nhiệt độ do ma sát là một yếu tố quan trọng, đặc biệt đối với một chiếc máy bay sử dụng nhiều vật liệu polyme như chiếc F-22. Cho dù một số loại máy bay khác có tốc độ cao hơn trên lý thuyết, với khoang chứa vũ khí trong thân, chiếc F-22 có được tính năng hoạt động cao hơn với tải trọng chiến đấu lớn hơn, vì nó không bị lực cản bởi những loại vũ khí treo bên ngoài. Nó là một trong số ít máy bay bay được tốc độ siêu âm mà không cần dùng thêm buồng đốt phụ. Nhiên liệu tiêu tốn khi sử dụng buồng đốt phụ làm giảm khá nhiều tầm hoạt động của máy bay.
Chiếc F-22 có tính năng thao diễn rất tốt, cả ở tốc độ siêu âm và dưới siêu âm. Thiết bị điều chỉnh hướng luồng khí phụt của F-22 cho phép nó quay vòng hẹp, và thao diễn được những đường bay phức tạp như kiểu quay vòng chữ J (J-Turn) (hay thao diễn Herbst), rắn mang bành của Pugachyov, và Kulbit, dù kiểu J-Turn có tính ứng dụng cao hơn trong chiến đấu. F-22 cũng có khả năng duy trì góc tấn công liên tục trên 60°. Độ cao bay siêu tốc cũng là một yếu tố rất quan trọng trong thao diễn. Trong cuộc luyện tập tháng 6 năm 2006 tại Alaska, các phi công F-22 thường tận dụng ưu thế độ cao để đạt mức độ tiêu diệt chưa từng có.
Các hệ thống điện tử gồm hệ thống cảnh báo radar (RWR) AN/ALR-94 của BAE Systems E&IS (trước là Sanders Associates), ra-đa AN/APG-77 Mạng ăngten điện tử quét chủ động (AESA) của Raytheon và Northrop Grumman, có lẽ là loại ra-đa quét tích cực có tính năng tốt nhất hiện nay, bắt được các mục tiêu tầm xa mà tín hiệu ít bị phát hiện bởi máy bay địch.
Tuy nhiên các phi công lái F-22 lại xuất hiện các triệu chứng thiếu dưỡng khí, triệu chứng này trong Không quân Hoa Kỳ bị gọi là "Raptor cough" bởi sau khi gặp trạng thái này các phi công bị ho đây là một phản ứng của cơ thể khi mô phổi bị xẹp vì phế nang không thể đóng lại cũng như bị rơi vào trạng thái lú lẫn, mất trí nhớ hay ngất xỉu. Việc này dẫn đến việc phi công bị mất phương hướng gây tai nạn, giảm khả năng chiến đấu, gây các vấn đề về sức khỏe và thậm chí được tin là nguyên nhân gây tự tử.Không quân Hoa Kỳ đã bỏ nhiều sức lực để tìm ra nguyên nhân gây triệu chứng này, nhiều giả thuyết đã được đặt ra như do đồ bay cho đến vật liệu làm máy bay có độc. Tuy nhiên nguyên nhân vẫn chưa được tìm ra nên Lầu Năm Góc đã nhiều lần ra lệnh giới hạn các chuyến bay của máy bay F-22 sau khi vấn đề thiếu khí oxy trên loại máy bay được cho là tiên tiến nhất thế giới này không được khắc phục, thậm chí tình trạng thiếu dưỡng khí khi lái F-22 khiến các phi công Hoa Kỳ lo sợ và một số muốn từ bỏ việc bay trên các chiến đấu cơ này. Hiện tại thì lực lượng Không quân Hoa Kỳ nói là đã tìm ra nguyên nhân do chiếc van của áo bay bị lỗi và đang khắc phục thay thế. Nhưng kết quả là các phi công vẫn bị triệu chứng này và không lực Hoa Kỳ đã bó tay trong việc khắc phục và nói rằng nó sẽ không bao giờ được khắc phục và phải xem nó như một phần kết quả của việc lái loại máy bay này. Ngoài ra các nhân viên bảo trì của loại máy bay này cũng báo cáo về việc bị các triệu chứng giống như của các phi công nhưng không lực Hoa Kỳ nói rằng họ không tìm thấy bất cứ thứ gì bất thường qua việc khám chữa những nhân viên bảo trì này. Cũng như nói rằng nếu các nhân viên này thật sự bị bệnh thì máy bay có các vấn đề nghiêm trọng hơn là chỉ có hệ thống hỗ trợ sự sống gặp trục trặc.
Những người chỉ trích thì nêu ra hàng loạt nhược điểm trong thiết kế nhất là lớp vỏ tàng hình đặc biệt nhạy cảm với ăn mòn của loại máy bay này khiến chi phí bảo trì đội lên cao. Nhất là khi các chuyên gia không quân Hoa Kỳ không thể khắc phục được lỗi hệ thống tái tạo không khí trên khoang hoạt động không ổn định khiến nhiều chuyên gia đặt nghi ngờ thiết kế của F-22 không hoàn thiện. Vì lớp vỏ có tuổi thọ ngắn một cách đáng ngạc nhiên này mà F-22 đòi hỏi thời gian bảo trì gấp 30 lần thời gian bay và không thể bay trong mưa cũng như các thời tiết cực đoan khác vì lớp vỏ tàng hình có thể bị hỏng, còn lớp vỏ tàng hình này từ khi được dán vào máy bay cho đến khi hoàn toàn khô để có thể sử dụng là mất hơn một ngày và chi phí bảo trì này chiếm một nửa chi phí bay. Các lỗi máy tính cùng lỗi phần mềm luôn phát sinh nên buộc phải kiểm tra hàng triệu dòng lệnh một cách thường xuyên. Cấu trúc của máy bay có vấn đề, động cơ có hiện tượng nuốt lửa và thân máy bay giữ nhiệt thay vì xả ra làm máy bay nóng lên cũng như hệ thống cung cấp nhiên liệu gặp rắc rối. Hệ thống tán xạ hấp thu sóng ra đa triệu đô của máy bay cũng gặp rắc rối, các kỹ sư không thể kéo dài tuổi thọ của bộ phận này quá 18 tháng và trong lúc đó nó dần mất đi sức mạnh của mình và tiêu đời dẫn đến việc phải thay thế. Chất lượng của các máy bay này cũng có vấn đề, các bộ phận của máy bay không thể hoán đổi cho nhau mà phải chế tạo riêng khiến cho việc bảo trì trở nên khó khăn và đắt đỏ. Máy bay bị đánh giá là "Đã thất bại trong các tiêu chí cơ bản nhất là – luôn trong trạng thái sẵn sàng, đáng tin cậy và khả năng bao trì".

### Hệ thống điện tử

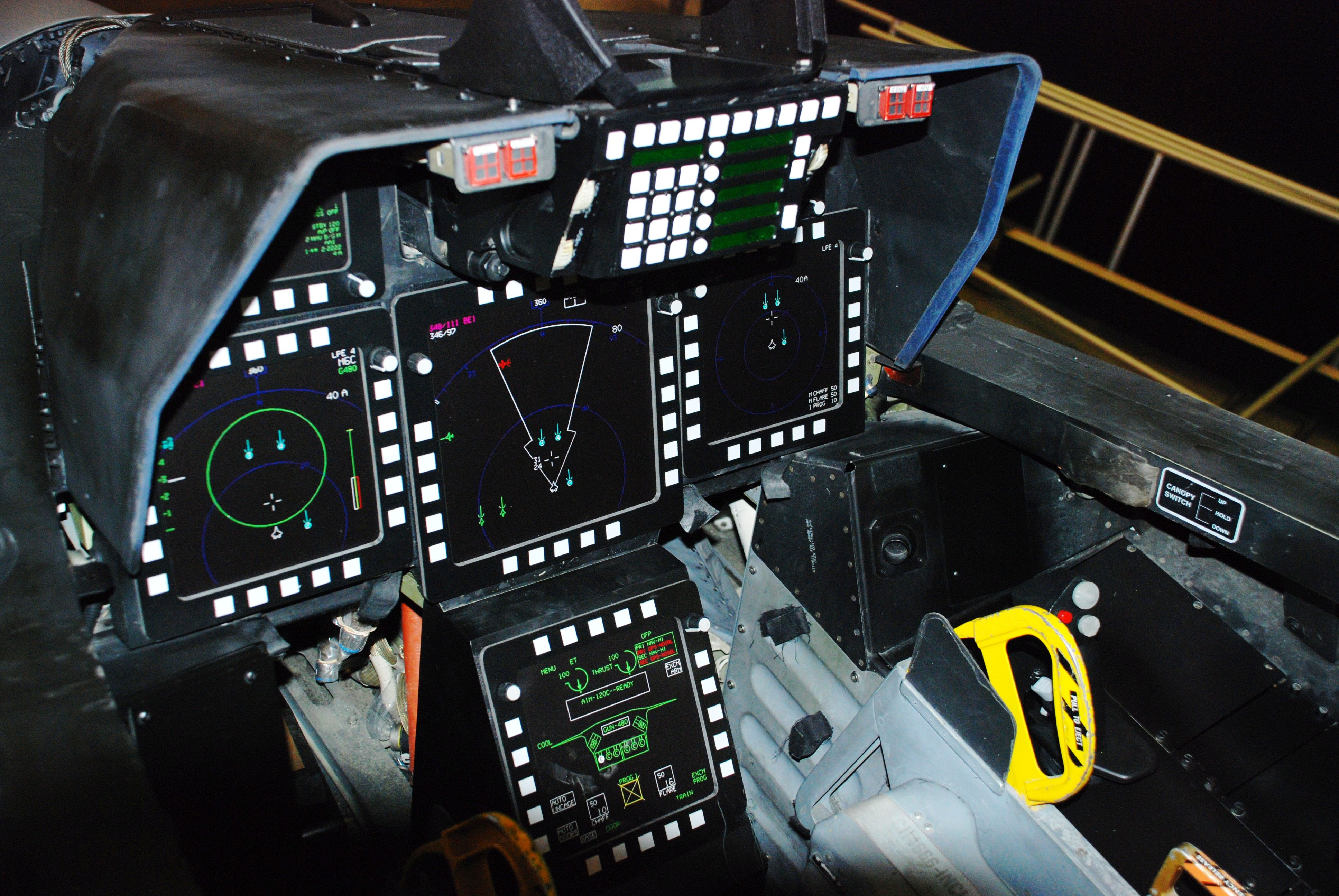
Buồng lái chiếc F-22A.

Ra-đa AN/APG-77 AESA, được thiết kế để chiếm ưu thế trên không và hỗ trợ trong thực thi nhiệm vụ, với các tính năng khả năng bị phát hiện thấp, độ mở chủ động, mạng quét điện tử có thể truy theo nhiều mục tiêu ở mọi điều kiện thời tiết. Ra-đa AN/APG-77 thay đổi tần số hơn 1.000 lần mỗi giây để giảm khả năng bị ngăn chặn. Ra-đa cũng có thể tập trung luồng phát làm quá tải các cảm biến của kẻ địch, khiến máy bay có khả năng tấn công điện tử. 

Thông tin của ra-đa được hai Bộ Xử lý tích hợp chung (BXLC) do Raytheon chế tạo xử lý. Mỗi bộ BXLC xử lý 10.5 tỷ lệnh trên giây và có 300 megabyte bộ nhớ. Thông tin có thể được thu thập từ ra-đa và các hệ thống trên máy bay cũng như hệ thống khác ngoài máy bay, được BXLC lọc, và được cung cấp ở dạng phân loại trên nhiều màn hình hiển thị trong buồng lái, cho phép phi công luôn chủ động trong mọi tình huống phức tạp nhất. Phần mềm của chiếc Raptor được viết ra với hơn 1.7 triệu dòng mã, đa số chúng đảm nhiệm việc xử lý thông tin từ ra-đa. Radar có tầm hoạt động 125-150 dặm, và các kế hoạch nâng cấp cho phép tầm 250 dặm hay nhiều hơn với chùm tia hẹp.
Chiếc F-22 có nhiều tính năng duy nhất đối với một chiếc máy bay ở hình dạng và vai trò của nó. Ví dụ, nó có khả năng phát hiện và xác định mối đe dọa tương tự như khả năng của chiếc RC-135 Rivet Joint. Tuy trang bị của chiếc F-22 không tinh vi và mạnh mẽ bằng, bởi tính năng tàng hình của nó, nhưng cự li gần hơn hàng trăm dặm lại là ưu thế lớn trong chiến đấu.
F-22 có khả năng hoạt động như một "Hệ thống Cảnh báo và Kiểm soát trên Không" (AWACS) mini. Dù tính năng có bị giảm bớt để ưu tiên cho bộ phận khung như E-3 Sentry, nhưng đối với tính năng xác định mối đe doạ, sự có mặt phía trước của chiếc F-22 luôn là một ưu thế. Hệ thống cho phép chiếc F-22 xác định rõ các mục tiêu để cùng tham chiến với những chiếc F-15 và F-16, và thậm chí xác định được việc hai máy bay đồng minh đang cùng dự định tấn công một mục tiêu, nhờ thế cho phép cảnh báo chúng lựa chọn một mục tiêu khác.
Khả năng ngăn chặn ra-đa thấp của chiếc F-22, nhờ tính năng truyền tải dữ liệu băng thông rộng, cho phép nó đóng vai trò một "dải băng rộng" có thể truyền dữ liệu tốc độ cao giữa các trạm phát và thu nhận đồng minh trong khu vực. F-22 có thể chuyển dữ liệu sang những chiếc F-22 khác, nhờ vậy làm giảm đáng kể hiệu ứng "nhiễu" sóng vô tuyến.
Hệ thống điện tử của F-22 phát sinh khoảng hơn 15.000 lỗi nhưng hầu hết được xem là không thành vấn đề cho việc hoạt động của máy bay.

### Trang bị vũ khí

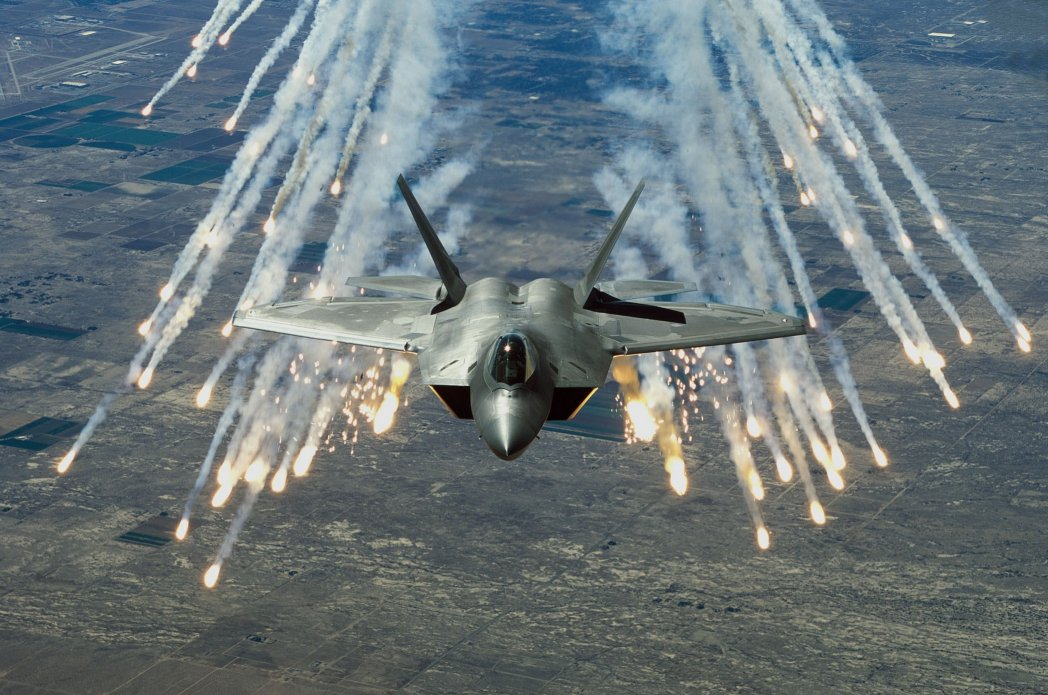
F-22 thả pháo sáng đánh lạc hướng tên lửa.

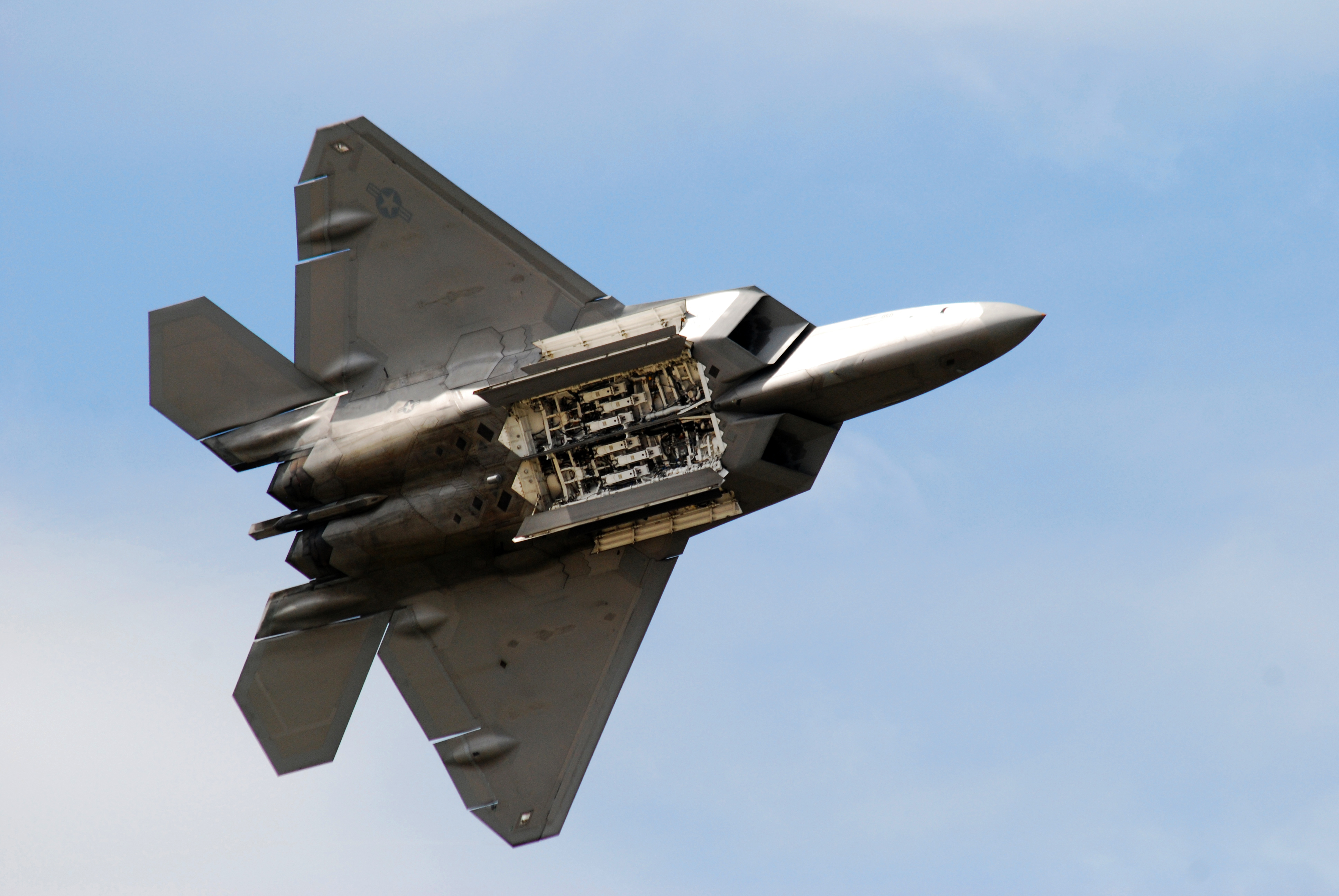
Khoang chứa vũ khí của F-22 Raptor mở ra.

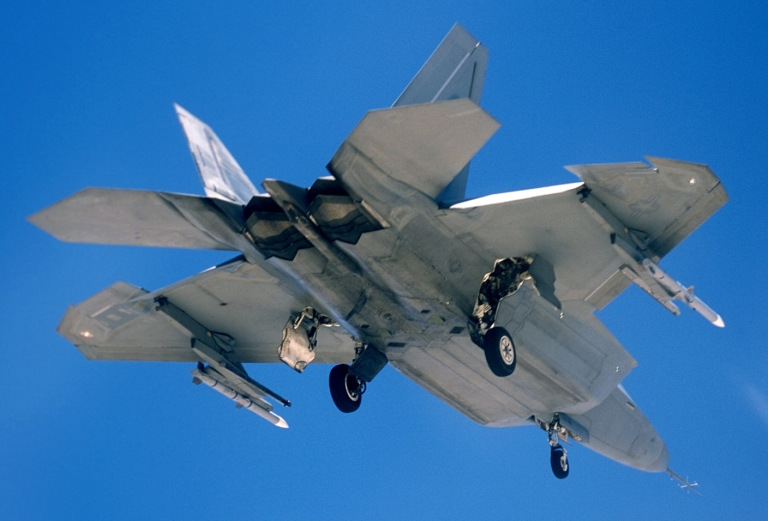
Hai tên lửa không đối không AIM-120 gắn trên cánh F-22.

Chiếc Raptor được thiết kế mang các tên lửa không đối không ở khoang trong nhằm tránh gây ảnh hưởng tới khả năng tàng hình của nó. Việc bắn tên lửa đòi hỏi mở cửa khoang vũ khí trong thời gian chưa tới một giây, bởi vì tên lửa được thả xuống nhờ các cánh tay thủy lực. Máy bay cũng có thể mang các loại bom như Bom tấn công ghép nối trực tiếp và loại Bom bán kính nhỏ mới. Nó có thể mang các loại vũ khí trên bốn mấu cứng bên ngoài, nhưng điều này khiến khả năng thao diễn, tàng hình, tốc độ và tầm hoạt động của nó giảm đáng kể. Raptor được trang bị một pháo quay M61A2 Vulcan 20 mm với cửa lật ở đuôi cánh phải. M61A2 là vũ khí sử dụng cuối cùng, và chỉ có 480 viên đạn, đủ bắn trong khoảng 5 giây liên tục. Dù vậy, F-22 từng sử dụng súng của nó trong những cuộc không chiến tầm gần mà vẫn không bị phát hiện, súng sẽ hữu ích khi máy bay đã bắn hết tên lửa.
Đã có một số cuộc nghiên cứu thiết kế về khả năng lắp đặt một loại vũ khí laser, có thể là loại vũ khí từ chương trình Laser chiến thuật năng lượng cao, bên trong khoang vũ khí.
Các lực lượng không quân khác cũng liên tục cải thiện tính năng các loại vũ khí không đối không và không đối đất của mình, đây là một khía cạnh quan trọng F-22 luôn phải lưu tâm. Khả năng duy trì siêu tốc lâu, độ cao hoạt động (một điều thường bị bỏ qua), làm tăng đáng kể tầm hoạt động hiệu quả của cả các loại vũ khí không đối không và không đối đất. Thực vậy, những yếu tố đó có thể là yếu tố cơ bản giải thích tại sao Không lực Hoa Kỳ không theo đuổi các chương trình tên lửa không đối không tầm xa năng lượng cao như MBDA Meteor. Tuy nhiên, Không lực Hoa Kỳ đã đặt kế hoạch mua loại tên lửa AIM-120D AMRAAM có tầm hoạt động lớn hơn rất nhiều so với loại MBDA AIM-120C. Trong trường hợp này, bệ phóng là một xung lực kết hợp rất lớn cho tên lửa. Các tính năng tốc độ, độ cao giúp cải thiện tầm hoạt động của vũ khí không đối đất. Tuy các đặc tính kỹ thuật còn đang được bảo mật, mọi người cho rằng những quả bom Đạn tấn công ghép nối trực tiếp lắp đặt trên chiếc F-22 có tầm hoạt động hiệu quả lớn gấp hai lần so với khi được phóng ra từ những bệ phóng khác. Trong thử nghiệm, một chiếc Raptor đã ném một quả bom tấn công ghép nối trực tiếp 1000 lb từ độ cao 50.000 feet, trong khi bay với tốc độ Mach 1.5, tiêu diệt một mục tiêu di động ở khoảng cách 24 dặm. Bom bán kính nhỏ, khi được phóng ra từ F-22, có tầm hoạt động hiệu quả lớn hơn nhiều, nhờ tỷ lệ nâng trên lực cản của chúng được cải thiện.
Tuy được thiết kế mang vũ khí ở khoang trong để có được tính năng thao diễn chiến đấu tốt nhất, chiếc F-22 vẫn có thể mang thêm vũ khí ngoài. Hai cánh của nó có nhiều mấu treo cứng. Mỗi mấu cứng trên lý thuyết có thể mang 5.000 lb vũ khí. Tuy nhiên, việc mang vũ khí ngoài làm giảm đáng kể tính năng tàng hình, và gây những hiệu ứng bất lợi với tính năng thao diễn. Hai trong số các mấu đó có thể dùng để mang thùng dầu phụ. Vật treo trên mấu có thể được thả ra trong khi bay cho phép máy bay lấy lại tính năng tàng hình khi đã tách hết chúng. Hiện tại một nghiên cứu đang được tiến hành nhằm phát triển loại vỏ bọc vũ khí tàng hình và các mấu treo cho chúng. Một vỏ bọc như vậy sẽ có hình dáng phù hợp mục đích tàng hình và chứa vũ khí bên trong. Nó sẽ mở ra khi phóng tên lửa hay ném bom. Cả vỏ bọc và mấu cứng có thể được thả ra khi không còn cần thiết nữa. Hệ thống này sẽ cho phép chiếc F-22 mang số lượng vũ khí tối đa với mức ảnh hưởng tối thiểu tới khả năng thao diễn. Tuy nhiên, có ý kiến lo ngại về chương trình này bởi các bình nhiên liệu đặt ngoài phải chịu ứng suất lớn hơn khi đặt trên cánh so với khi đặt ở vị trí định trước theo thiết kế.

### Tàng hình
Dù nhiều loại máy bay chiến đấu phương Tây gần đây đã có những biện pháp áp dụng khiến chúng ít khả năng bị thám sát bằng ra-đa hơn, như sử dụng vật liệu hấp thụ ra-đa hình chữ S trên các ống hút khí nhằm che quạt nén khí phản hồi sóng ra-đa, thiết kế chiếc F-22A nhấn mạnh hơn trên mục đích biến chiếc máy bay trở thành khó bị thám trắc hơn so với các bản thiết kế máy bay chiến đấu trước đó.
Máy bay tàng hình trước kia đã gặp phải vấn đề bố trí vật liệu vì các vật liệu hấp thụ ra-đa và các lớp phủ vốn phải bảo dưỡng rất thường xuyên và hay gặp vấn đề với các điều kiện thời tiết. Không giống như chiếc B-2, đòi hỏi phải được đậu trong những nhà chứa có điều hòa nhiệt độ, chiếc F-22 có thể được bảo dưỡng tại các nhà chứa thông thường. Hơn nữa, chiếc F-22 có một hệ thống cảnh báo (được gọi là "Hệ thống đánh giá tín hiệu" (Signature Assessment System)) với những đồng hồ cảnh báo khi sự hư hỏng diễn ra và tín hiệu radar máy bay ở mức yêu cầu được bảo dưỡng kỹ lưỡng hơn.
Khả năng tàng hình của F-22 chủ yếu là nhờ một lớp sơn phủ đặc biệt có tác dụng hấp thụ sóng radar. Tuy nhiên, lớp sơn phủ tàng hình này rất dễ bong tróc khi máy bay được bố trí ở các vùng có khí hậu khắc nghiệt, hoặc khi bay ở vận tốc cao. Khi lớp sơn bị bong, tróc ra thì khả năng tàng hình của F-22 cũng sụt giảm đáng kể. Vì vậy, chi phí bảo dưỡng của F-22 cao hơn nhiều so với máy bay thông thường.

### Thử nghiệm

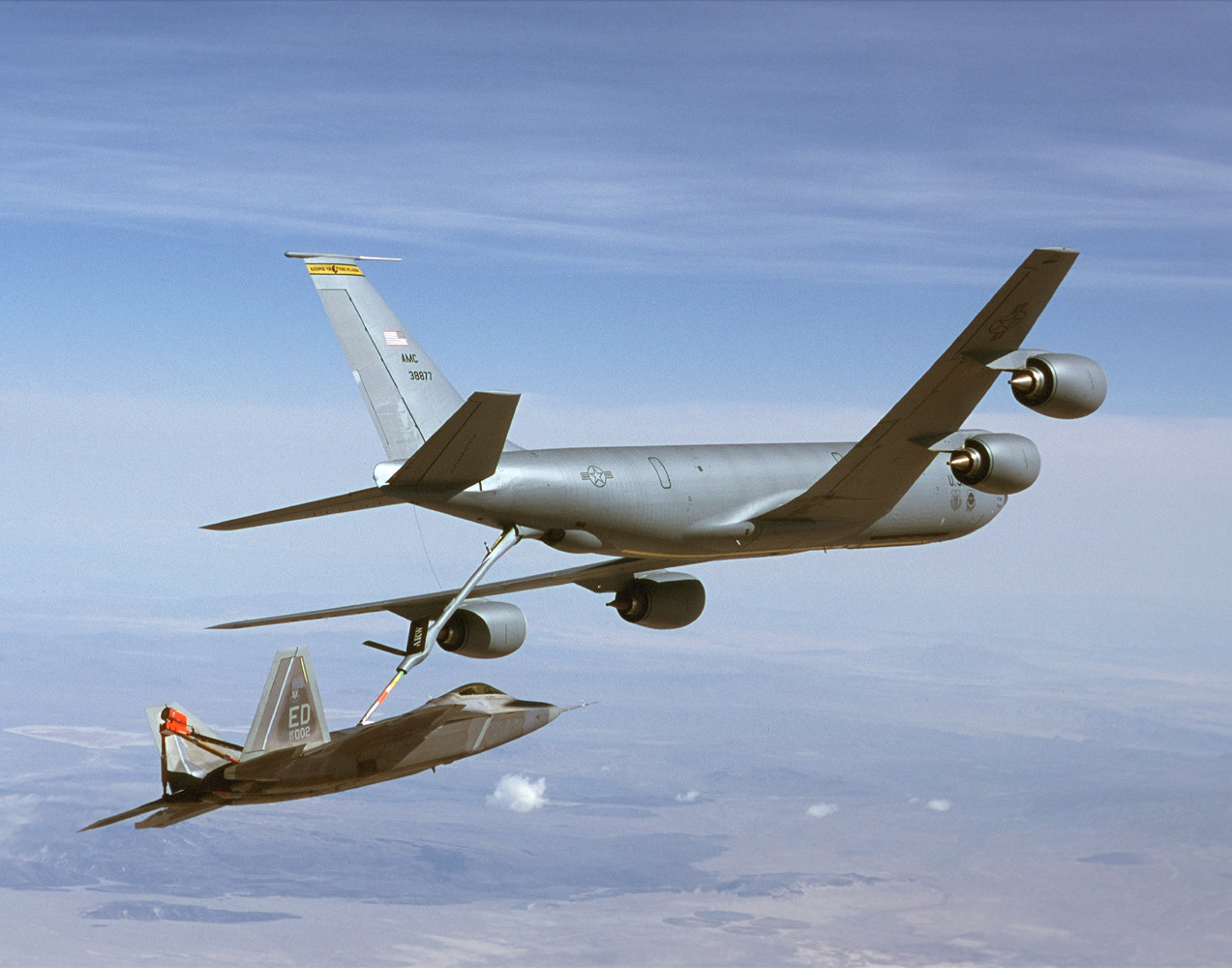
Một chiếc F-22 nạp nhiên liệu từ một chiếc KC-135; sự ghép nối trên đỉnh sau là cho một dù tìm kiếm xoay tròn.

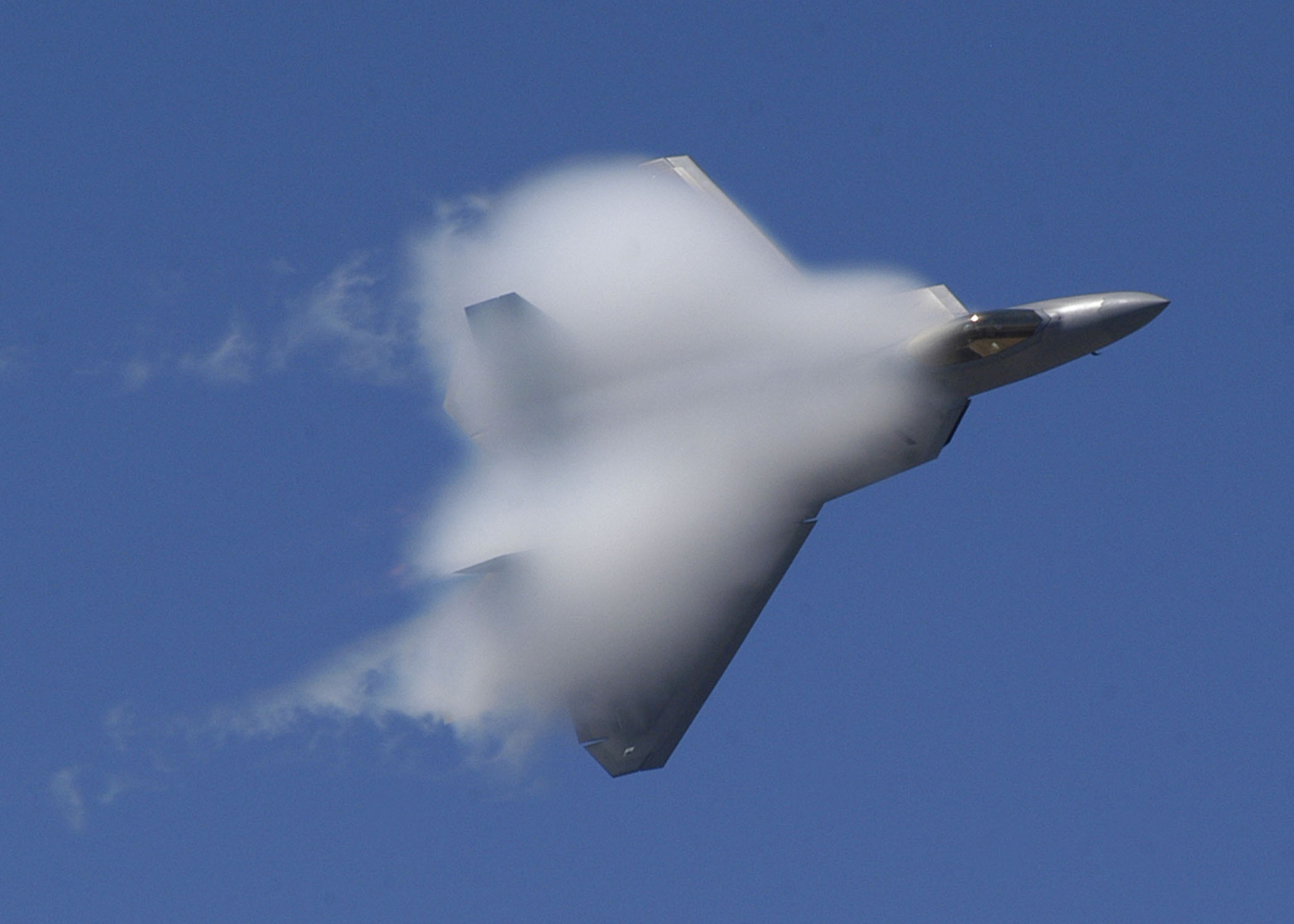
F-22 vượt bức tường âm thanh trong một cuộc thử nghiệm.

Việc thử nghiệm F-22 đã bị cắt bớt để giảm chi phí chương trình, nhưng những nguy cơ tiềm ẩn đằng sau việc cắt xén này có thể dẫn tới những tai nạn một khi chúng trở nên vượt mức giới hạn. Văn phòng giải trình của chính phủ Hoa Kỳ đã cảnh báo, "Hơn nữa, các vấn đề về động cơ và tàng hình cũng đã được Cơ quan phát triển tìm ra, và những tiềm năng xuất hiện vấn đề về các hệ thống điện tử và phần mềm, càng nhấn mạnh sự cần thiết phải thử nghiệm tính năng hoạt động của các hệ thống vũ khí thông qua các chuyến bay thử nghiệm trước khi chúng được đưa vào sản xuất."
Raptor 4001 đã được cho nghỉ và gửi tới Căn cứ Không quân Wright-Patterson để bị bắn đạn và thử khả năng tồn tại của chiếc máy bay. Những phần còn sử dụng được từ chiếc 4001 sẽ được dùng để chế tạo một chiếc F-22 mới. Một chiếc F-22 cũng được cho nghỉ và dường như sẽ được gửi tới nơi chế tạo lại. Một chiếc máy bay thử nghiệm đã được chuyển đổi thành chiếc máy bay huấn luyện bảo dưỡng tại Căn cứ Không quân Tyndall.
Vì tính năng hoạt động của chiếc F-15 trong cuộc Chiến tranh Vùng Vịnh lần thứ nhất, những lời chỉ trích F-22A cho rằng loại F-15 đã là loại chiến đấu cơ tuyệt vời nhất trên các bầu trời và F-22A sẽ là không cần thiết. Tuy nhiên, quan điểm này đã bị Không lực Hoa Kỳ bác bỏ.
Ngày 10 tháng 4 năm 2006, một phi công F-22 đã bị nhốt trong chính chiếc máy bay của mình vì kẹt vòm kính. Vì không còn lựa chọn nào khác, vòm kính đã bị những nhân viên cứu hỏa cắt rời khiến Không quân Hoa Kỳ mất 182.205 đô-la chi phí thay thế, chưa tính tới những thiệt hại thêm khác đối với chiếc máy bay.
Ngày 3 tháng 5 năm 2006, một báo cáo được đưa ra chỉ rõ vấn đề chiếc xà titan phía trước của máy bay không được xử lý nhiệt thích đáng. Lỗi này có thể gây ảnh hưởng tới tuổi thọ máy bay. Những người có trách nhiệm vẫn đang điều tra vấn đề. Vấn đề này do thành phần chiếc xà không được xử lý ở nhiệt độ và thời gian thích hợp trong nhà máy. Vì thế xà mềm hơn yêu cầu, làm rút ngắn tuổi đời của 80 hay hơn thế nữa những chiếc F-22. Việc xử lý đang được tiến hành trên những chiếc F-22 đó nhằm giúp chúng có tuổi thọ hoạt động cao nhất.
Phi đội F-22A hiện nay đang được sửa đổi tại Căn cứ Không quân Hill và tại Palmdale, California. 17 lỗi sẽ được sửa trước khi chúng tái trở lại phục vụ.

### So sánh

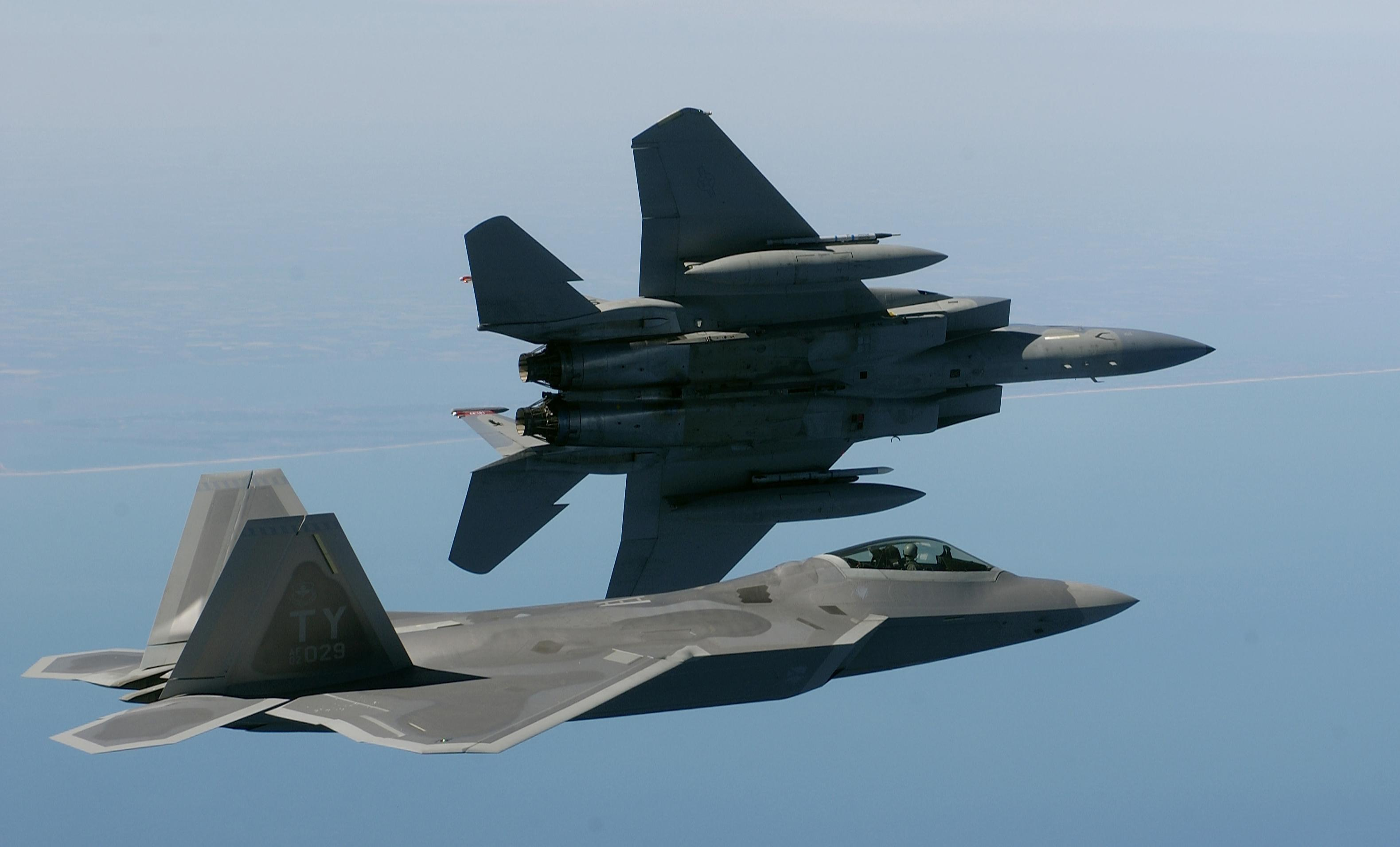
Một chiếc F-22A Raptor nhìn giống như một chiếc F-15 Eagle khi nó bay nghiêng về bên trái. F-22A được đề cử thay thế loại F-15C/D.

Nhiều nguồn tin tuyên bố chiếc F-22 là loại máy bay chiến đấu hiệu quả nhất thế giới; một ví dụ là vị Tướng Không quân Angus Houston, Bộ trưởng quốc phòng Australia, và cựu chỉ huy Không lực Hoàng gia Australia, người đã tuyên bố trong năm 2004 rằng chiếc "F-22 sẽ trở thành loại máy bay chiến đấu nổi bật nhất từng được chế tạo." Chính sách bảo vệ thông tin của Chính phủ Hoa Kỳ khiến việc so sánh nó với các loại máy bay khác rất khó khăn. Một trong những ưu thế của nó là khả năng duy trì tốc độ và độ cao, điều chỉnh hướng phụt luồng khí, các cảm biến, các tính năng tàng hình, hệ thống điện tử hiện đại, và khả năng nhận dữ liệu từ các hệ thống khác của Hoa Kỳ.
Dù khả năng thao diễn là không cần thiết lắm đối với một chiếc máy bay tàng hình, Lockheed Martin và Không lực Hoa Kỳ đã quyết định rằng chiếc Raptor phải được chuẩn bị trước mọi đe doạ. Đáng chú ý, trong quá khứ, những ý kiến tương tự về sự không cần thiết của tính năng thao diễn đối với chiếc F-4 Phantom II hóa ra lại là sai lầm; hơn nữa những hệ thống chống máy bay như SA-21 Growler, có thể phát hiện ra những chiếc máy bay tàng hình khi có sự trao đổi thông tin với các trạm ra-đa lân cận khác, nhiều trạm cùng quan sát một vùng định trước theo nhiều góc và nhiều hình thức tín hiệu. Tháng 3 năm 2005, Tham mưu trưởng Jumper, khi ấy còn là người duy nhất từng lái cả hai loại Eurofighter Typhoon và Raptor, đã đưa ra một biên bản so sánh hai loại máy bay trên. Ông nói rằng "chiếc Eurofighter vừa nhanh nhẹn, vừa tinh vi, nhưng vẫn khó so sánh nó với chiếc F-22 Raptor." "Chúng là những kiểu máy bay khác nhau để so sánh," vị tướng nói. "Nó giống như việc yêu cầu chúng ta so sánh một chiếc xe đua NASCAR với một chiếc xe F1. Cả hai chiếc đều đáng chú ý theo những cách khác nhau, nhưng chúng được thiết kế ở những mức độ thể hiện khác nhau."
Đầu năm 2006, sau một cuộc diễn tập với chỉ 8 chiếc F-22 tại Nevada vào tháng 11 năm 2005, Trung tá Jim Hecker, chỉ huy Phi đội máy bay chiến đấu số 27 tại Căn cứ Không quân Langley, Virginia, đã bình luận "Chúng tôi đã tiêu diệt 33 chiếc F-15C và không hề chịu một thiệt hại nào. Họ không hề nhìn thấy chúng tôi nữa."
Tháng 6 năm 2006 trong cuộc Tập trận Rìa phương Bắc (cuộc tập trận quân sự chung lớn nhất tại Alaska), chiếc F-22A đã đạt tỷ lệ tiêu diệt 144-trên-0 trước những chiếc F-15, F-16 và F/A-18 đóng giả loại MiG-29, Su-30, và các loại máy bay chiến đấu khác của Nga hiện nay, nhiều lần số máy bay địch đông hơn F-22A tới 4 lần. Một lượng nhỏ 12 chiếc F-22 đạt tỷ lệ tiêu diệt 49% tổng số, và hoạt động với mức độ tin cậy cao tới mức 97%.
Trong cuộc tập trận Red Flag 2012, chiếc máy bay tiêm kích Eurofighter Typhoon lại có thể hạ dễ dàng F-22 trong tầm gần gần vì chính các đặc điểm để F-22 giành thế chủ động trong tầm xa lại khiến máy bay khá to và nặng, khiến việc cận chiến khi bị phát hiện gặp trở ngại. Theo các báo cáo, việc tấn công không đối không tầm xa của F-22 hiệu quả kém hơn đến 90% so với dự tính ban đầu, vì thế nếu như đòn tần công tầm xa đầu thất bại thì F-22 sẽ có nguy cơ dễ dàng bị bắn hạ khi một cuộc không chiến tầm gần diễn ra sau đó.

### Biến thể
Dựa trên chiếc F-22, chiếc Máy bay chiến đấu chiến thuật hiện đại đã được Hải quân hoá (Hqh) cánh cụp cánh xòe đã được đề xuất cung cấp cho Hải quân Hoa Kỳ làm biến thể hoạt động trên tàu sân bay của F-22 nhằm thay thế cho loại F-14 Tomcat, dù chương trình này cuối cùng đã bị hủy bỏ năm 1993. Một đề xuất khác gần đây là chiếc FB-22, sẽ được sử dụng như một loại máy bay ném bom tấn công sâu vào lãnh thổ địch của Không lực Hoa Kỳ. Vẫn chưa có thông tin nào về việc liệu Không quân có phát triển thêm nữa chương trình này hay không. Tương tự, chiếc X-44 MANTA, loại máy bay ngắn Đa trục, không đuôi, và là một chiếc máy bay thực nghiệm chính là một phiên bản F-22 với hệ thống kiểm soát hướng phụt được tăng cường và hỗ trợ tính năng khí động học (ví dụ máy bay chỉ được điều khiển bằng bộ phận điều chỉnh hướng phụt động cơ, không có bánh lái đuôi, cánh nhỏ, hay bánh lái độ cao). Theo kế hoạch nó sẽ được thử nghiệm vào năm 2007.

## Hạn chế
Việc bảo trì F-22 rất đắt đỏ và phức tạp. Trong số 186 chiếc F-22 được bàn giao, chỉ có khoảng 130 chiếc được vận hành và đến năm 2021, số lượng F-22 sẵn sàng chiến đấu chỉ ở mức vài chục.
Chi phí vận hành của F-22 lên tới 68.362 USD/1 giờ bay (thời giá 2014), đắt nhất trong các loại máy bay tiêm kích và tương đương chi phí vận hành của máy bay ném bom hạng nặng B-52
Theo Kris Osborn, thiết kế của F-22 quá tập trung vào không chiến nên khả năng cường kích rất yếu. F-22 không thể chỉ định mục tiêu cho vũ khí dẫn đường laser, vũ khí không đối đất thì bị giới hạn ở mức khoảng 910 kg. Radar APG-77 lại không có khả năng mở khẩu độ tổng hợp để lập bản đồ mặt đất nên F-22 không có khả năng chỉ định mục tiêu trên mặt đất cho các loại vũ khí có điều khiển. Khả năng tấn công mặt đất cực kỳ hạn chế của F-22 đã khiến nó trở nên vô dụng trong suốt 10 năm đưa vào biên chế. Năm 2018, Lockheed Martin đã tiến hành gói nâng cấp Increment 3.1 để bổ sung chức năng mở khẩu độ tổng hợp cho radar để lập bản đồ mặt đất và cải thiện hệ thống điện tử để dẫn đường cho bom thông minh JDAM và bom hàng không đường kính nhỏ GBU-39. Tuy nhiên nhiệm vụ đối hải thì F-22 vẫn chưa thực hiện được

## Trục trặc
- Ngày 31 tháng 7 năm 2012 một chiếc F-22 đã phải hạ cánh khẩn cấp xuống đảo Hawaii do trục trặc kỹ thuật[53].

## Tai nạn
- Tháng 4 năm 1992, mẫu thử nghiệm YF-22 đã bị rơi khi đang đáp xuống căn cứ không quân Edwards đo sự cố của máy tính điều khiển, phi công nhảy ra an toàn[54].
- Chiếc F-22 thật sự đầu tiên bị rơi vào ngày 20 tháng 12 năm 2004 khi đang cất cánh tai căn cứ không quân Nellis do nguồn điện trên máy bay đột ngột bị mất khiến tất cả khả năng điều khiển của thiết bị điện tử bị vô hiệu hóa và động cơ bị tắt, phi công nhảy ra ngoài an toàn. Tất cả các chiếc khác đều bị đình chỉ bay để tìm ra nguyên nhân[55].
- Ngày 25 tháng 3 năm 2009, một chiếc F-22 đã bị rơi gần căn cứ không quân Edwards, phi công thiệt mạng dù nhảy được ra ngoài do máy bay bay quá nhanh làm mất cân bằng áp suất và ngộp thở. Không tìm được nguyên nhân gây tai nạn[56].
- Ngày 16 tháng 11 năm 2010, một chiếc F-22 đã bị mất tích tại Alaska và sau đó được tìm thấy đã bị rơi. Phi công tử nạn trong vụ này[57]. Nguyên nhân được tìm ra là một phần của khí trong động cơ vào được buồng lái gây rối hệ thống kiểm soát môi trường trong khoang lái và làm tắt nó cũng như hệ thống tái tạo không khí trên khoang làm phi công mất dưỡng khí và không thể khởi động hệ thống cung cấp dưỡng khí khẩn cấp. Việc khí động cơ vào được buồng lái được cho là do động cơ bị quá tải nhiệt gây ra làm phi công ngất xỉu trước khi bị tắt và rơi[58].
- Ngày 15 tháng 11 năm 2012 một chiếc F-22 đã bị rơi gần căn cứ không quân Tyndall ít lâu sau khi loại máy bay này được phép bay trở lại. Phi công nhảy dù an toàn nhưng nguyên nhân chưa được biết[59].
- Ngày 07 tháng 12 năm 2012 một chiếc F-22 đã gặp nạn khi hạ cánh tại Trân Châu Cảng khiến cả hai cánh thăng bằng đuôi bị hỏng và ước tính thiệt hại khoảng 1,8 triệu USD. Không có thiệt hại về người[60].

Tính đến tháng 6/2021, đã có 5 chiếc F-22 bị phá hủy, 7 chiếc khác bị hư hại ở các mức độ khác nhau do tai nạn. Có 2 phi công F-22 thiệt mạng do tai nạn

## Quốc gia sử dụng
Hoa Kỳ là quốc gia duy nhất sở hữu và sử dụng chiến đấu cơ F-22 Raptor, với 168 máy bay tính ở thời điểm tháng 5 năm 2010, các đơn vị sau trang bị loại máy bay này:
- Bộ tư lệnh Không quân Huấn luyện và đào tạo:
  - Không Đoàn tiêm kích 325, căn cứ không quân (CCKQ) Tydall, Florida:
    - Liên đội tiêm kích 43: là đơn vị đầu tiên được trang bị F-22 và được coi là đơn vị huấn luyện tiêu chuẩn cho loại máy bay này hiện nay.  Biệt hiệu "Ong bắp cày", đội này được tái lập năm 2002.
- Bộ tư lệnh không quân Tác chiến:
  - Không Đoàn tiêm kích 1, CCKQ Langley, Virginia:
    - Liên đội tiêm kích 27: là đơn vị F-22 chiến đấu đầu tiên, bắt đầu trang bị tháng 12 năm 2005 và bay những nhiệm vụ đầu tiên (hỗ trợ cho chiến dịch Đại bàng kiêu hãnh (Noble Eagle) tháng 1 năm 2006).
    - Liên đội tiêm kích 94.

  - Không Đoàn tiêm kích 49, CCKQ Holloman, New Mexico:
    - Liên đội tiêm kích 7 và 8.

  - Không Đoàn 53, CCKQ Eglin, Florida:
    - Liên đội thực nghiệm và giám định 422: biệt hiệu "Dơi xanh" chuyên kiểm tra, đánh giá và phát triển chiến thuật cho F-22 tại căn cứ Nellis, Nevada.

  - Không Đoàn 57, CCKQ Nellis, Nevada:
    - Liên đội vũ khí số 433.
- Bộ tư lệnh Trang thiết bị Không quân:
  - Không Đoàn thử nghiệm 412, CCKQ Edwards, California:
    - Liên đội thử nghiệm số 411: là đơn vị trực tiếp thử nghiệm và đánh giá 2 ứng viên YF-22 và YF-23 trong thời gian 1989-1991. Nay tiếp tục thử nghiệm các trang bị vũ khí của F-22 và các nâng cấp nếu có.
- Bộ tư lệnh Không quân Khu vực Thái Bình Dương:
  - Không Đoàn 3, CCKQ Elmendorf, Alaska:
    - Liên đội tiêm kích 90: chuyển đổi từ F-15E, chiếc F-22A đầu tiên có mặt 8/8/2007.
    - Liên đội tiêm kích 525.

  - Không Đoàn 15, CCKQ Hickham, Hawaii:
    - Liên Đội tiêm kích 19 là đơn vị liên kết với liên đội 199 thuộc Bộ tư lệnh Không quân Phòng vệ quốc gia.
- Bộ tư lệnh không quân Phòng vệ quốc gia:
  - Không Đoàn tiêm kích 192, CCKQ Langley, Virginia:
    - Liên đội tiêm kích 149: Phòng vệ bang Virginia, đơn vị liên kết của Không Đoàn 1 (Bộ tư lệnh Không quân Tác chiến).

  - Không Đoàn 154, CCKQ Hickham, Hawaii:
    - Liên đội tiêm kích 199. Phòng vệ bang Hawaii.
- Bộ tư lệnh Không quân Dự bị:
  - Nhóm tiêm kích 44, CCKQ Hollowman, New Mexico:
    - Liên đội tiêm kích 301: đơn vị liên kết với liên đội 49 (BTLKQ Tác chiến)

  - Nhóm tiêm kích 477, CCKQ Elmendorf, Alaska:
    - Liên đội tiêm kích 302: đơn vị liên kết với Không Đoàn 3 (BTLKQ Thái Bình Dương)

## Đặc điểm kỹ thuật (F-22 Raptor)
- Đội bay: 1 người.
- Chiều dài: 62 ft 1 in (18.90 m).
- Sải cánh: 44 ft 6 in (13.60 m).
- Chiều cao: 16 ft 8 in (5.10 m).
- Diện tích cánh: 840 ft² (78.04 m²).
- Cánh: gốc NACA 64A?05.92, mũi NACA 64A?04.29
- Trọng lượng rỗng: 43.340 lb (19.700 kg).
- Trọng lượng toàn tải: 55.352 lb(25.107 kg).
- Trọng lượng cất cánh tối đa: 83.500 lb (38.000 kg).
- Động cơ (phản lực): Pratt & Whitney F119-PW-100
- Kiểu phản lực: phản lực cánh quạt với ống phản lực có thể đổi hướng.
- Số lượng động cơ: 2
- Lực đẩy: 35.000 lb (160 kN).
- Tốc độ:
  - Tối đa: ≈Mach 2,25 (1,550 mph, 2,415 km/h).
  - Siêu hành trình (supersonic airspeeds): Mach 1.72+ (1.140 mph, 1.830 km/h).
- Tầm hoạt động tối đa: 1.850 mi (1.600 nm, 2.960 km) (khi không mang vũ khí và chứa tối đa nhiên liệu cùng với 2 thùng nhiên liệu phụ).
- Bán kính chiến đấu: 850 km (khi mang đủ vũ khí và nhiên liệu)
- Trần bay: 65.000 ft (18.000 m).
- Tốc độ lên cao: mật
- Chất tải: 66 lb/ft² (322 kg/m²).
- Tải trọng vũ khí tối đa khoảng 10 tấn, còn tải trọng chiến đấu khoảng 7,5 tấn. Trang bị vũ khí có thể bao gồm:
  - Pháo: 1 × 20 mm M61A2 súng gatling ở mạn phải cánh, 480 viên.
  - Vũ khí khi chiến đấu trên không:
    - 6 tên lửa rada dẫn đường AIM-120 AMRAAM
    - 2 tên lửa tầm nhiệt AIM-9 Sidewinder

  - Vũ khí oanh kích mặt đất:
    - 2× 1.000 lb Bom tấn công trực diện phối hợp - Joint Direct Attack Munition hay
    - 2× Bom chùm tùy chỉnh theo hướng gió - Wind Corrected Munitions Dispensers hay
    - 8× 250 lb Bom đường kính nhỏ GBU-39 SDB

Ghi chú: Ước tính cho rằng các khoang chứa vũ khí trong có thể mang 2.000 lb (910 kg) bom, và/hay tên lửa. Bốn mấu cứng bên ngoài có thể lắp các loại vũ khí hay thùng nhiên liệu phụ, mỗi mấu có khả năng mang khoảng 5.000 lb (2.268 kg), và ảnh hưởng ở một số mức độ tới khả năng tàng hình của máy bay. Một số loại vũ khí vẫn được xếp hạng tối mật. Máy bay ở mức tầm vóc này kể từ loại Thần sấm F-105 nói chung đạt yêu cầu mang tối đa ở các mấu cứng bên ngoài trong mức 14.000-15.000 lb và trọng lượng vũ khí chiến đấu trong khoảng 4.000-8.000 lb
- Điện tử:
- Ra-đa: AESA AN/APG-77 với tầm phát hiện 125-150 dặm (200–240 km) với các mục tiêu có RCS 1 m² (ước tính)

## Nội dung liên quan
Máy bay liên quan
- FB-22
- X-44 MANTA

Máy bay tương tự
- Eurofighter Typhoon
- Lockheed Martin F-35 Lightning II
- Mikoyan MiG-39
- Shenyang J-XX
- Sukhoi Su-57
- Sukhoi Su-47
- Northrop YF-23

Dãy thiết kế
- F/A-18 - F-20 - F-21 - F-22 - YF-23 - F-35

Các danh sách
- Danh sách máy bay chiến đấu
- Danh sách máy bay Lockheed
- Danh sách máy bay quân sự Hoa Kỳ

Xem thêm
- Máy bay Chiến đấu Chiến thuật Hiện đại